# Stachelköpfe
Die Stachelköpfe oder Felsenbarsche (Sebastinae) sind eine Unterfamilie der Drachenköpfe (Scorpaenidae). Die Tiere leben im Atlantik und im Indopazifik. Insgesamt umfasst die Familie über 120 Arten, von denen fast 110 zu der Gattung Sebastes gehören, darunter auch der Rotbarsch (Sebastes norvegicus). Dieser bekannte Speisefisch lebt im kalten Nordatlantik von Labrador über Grönland bis in den südlichen Teil der Barentssee, wird 1 Meter lang und maximal 15 kg schwer. Die meisten Arten der Gattung Sebastes leben im Nordpazifik.

## Merkmale
Stachelköpfe werden 13,5 bis 108 cm lang und haben einen stämmigen, seitlich abgeflachten Rumpf. Der Kopf ist normalerweise mit knöchernen Kämmen und Stacheln besetzt, der Vorkiemendeckel ist gesägt, ähnlich wie bei den Sägebarschen (Serranidae). Im Unterschied zu den nah verwandten Sebastolobinae, die zweigeteilten Brustflossen besitzen, sind die Brustflossen der Stachelköpfe normal ausgebildet und abgerundet.
Stachelköpfe sind meist lebendgebärend.

## Taxonomie und Systematik
Die Unterfamilie Setarchinae wurde 1873 von deutschen Zoologen Johann Jakob Kaup erstmals beschrieben. In der Onlinedatenbank FishBase bilden sie eine eigenständige Familie. Im Standardwerk Fishes of the World werden sie als Unterfamilie der Scorpaenidae geführt. Zahlreiche phylogenetische Studien bestätigten, dass die Felsenbarsche und die ähnlichen Setarchinae evolutionäre Linien sind, die tief innerhalb der Scorpaenidae stehen und damit als Unterfamilien der Scorpaenidae zu klassifizieren sind. Dies wurde im Januar 2022 in Eschmeyer's Catalog of Fishes, einer Onlinedatenbank zur Fischsystematik, so übernommen.

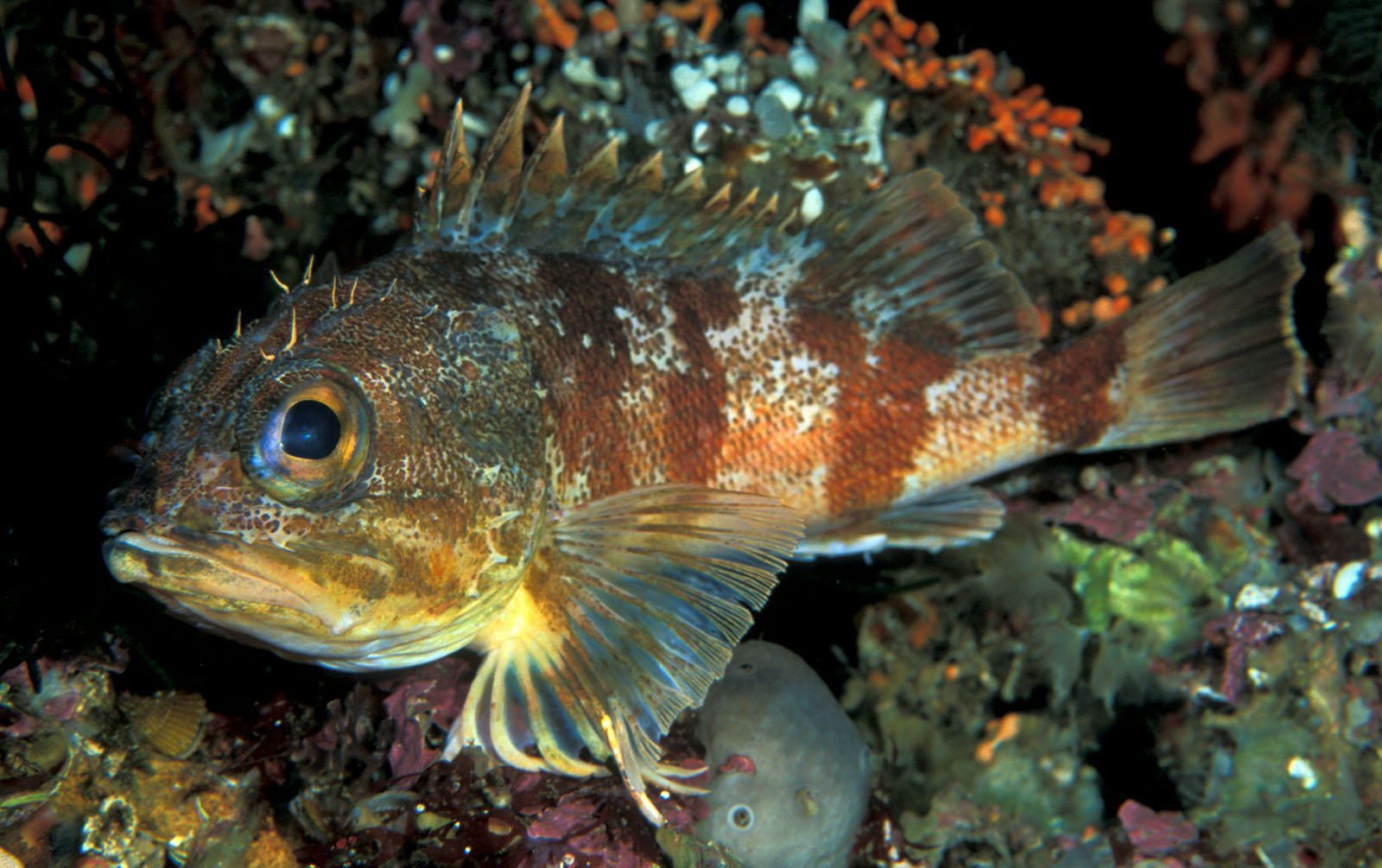
Helicolenus percoides

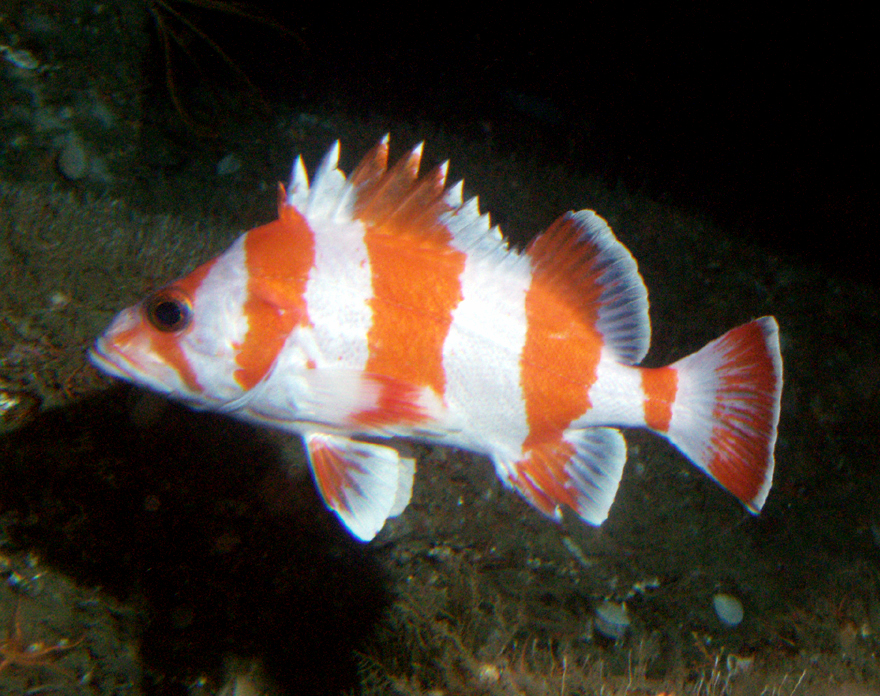
Sebastes rubrivinctus

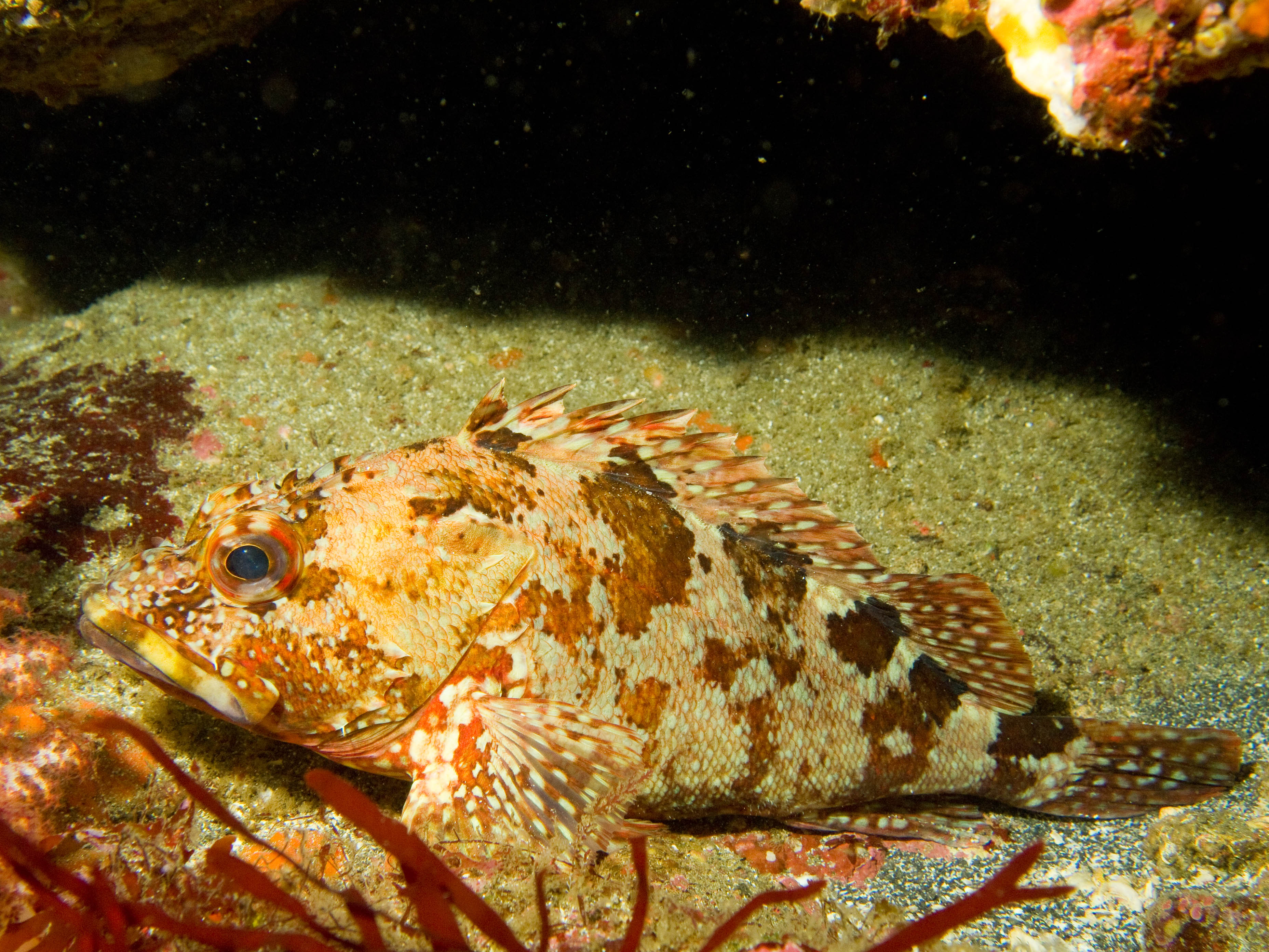
Sebastiscus marmoratus

Die Unterfamilie Sebastinae besteht aus 4 Gattungen und über 120 Arten.
- Gattung Helicolenus (Goode & Bean, 1896)
  - Helicolenus alporti (Castelnau, 1873)
  - Helicolenus avius (Abe & Eschmeyer, 1972)
  - Helicolenus barathri (Hector, 1875)
  - Blaumäulchen (Helicolenus dactylopterus) (Delaroche, 1809)
  - Helicolenus fedorovi (Barsukov, 1973)
  - Helicolenus hilgendorfii (Döderlein, 1884)
  - Helicolenus lahillei (Norman, 1937)
  - Helicolenus lengerichi (Norman, 1937)
  - Helicolenus mouchezi (Sauvage, 1875)
  - Helicolenus percoides  (Richardson & Solander, 1842)
- Gattung Hozukius (Matsubara, 1934)
  - Hozukius emblemarius (Jordan & Starks, 1904)
  - Hozukius guyotensis (Barsukov & Fedorov, 1975)
- Gattung Sebastes (Cuvier, 1829)
  - über 100 Arten
- Gattung Sebastiscus (Jordan & Starks, 1904)
  - Sebastiscus albofasciatus (Lacepède, 1802)
  - Sebastiscus marmoratus (Cuvier, 1829)
  - Sebastiscus tertius (Barsukov & Chen, 1978)
  - Sebastiscus vibrantus Morishita u. a., 2018